# Diemel
La Diemel est un affluent de la Weser en Hesse et Rhénanie-du-Nord-Westphalie long de 110,5 km. C'est le plus méridional des grands affluents de la Weser, à l'aval de la confluence de la Fulda et de la Werra.

## Étymologie
Dans les sources historiques, la Diemel apparaît sous différents noms : Dimel, Dymel, Dimella, Dimola et Timella. Selon F. Witt et Ludwig Schneider, l’étymologie de « Diemel » remonterait à l’adjectif vieux-saxon thimm (« sombre », angl. dim). Le nom de Timella apparaît dès 797 en référence à un campement de Charlemagne non loin de Herstelle. On trouve des toponymes voisins avec le Melbeck, un ruisseau de la lande de Lunebourg.

## Hydrographie

### La source
La Diemel prend sa source dans le quart nord-ouest de la Hesse, à seulement 300 m au nord de la limite avec la Rhénanie-du-Nord-Westphalie, dans la partie nord-est des Rothaargebirge. Sa source se trouve aux confins de deux massifs, ceux d’Upland (en) et de Sauerland, contreforts nord-est du Massif schisteux rhénan. On peut aussi remarquer qu’elle longe la limite méridionale du parc naturel de Diemelsee (de), à 2,5 km au sud d’Usseln (un faubourg de Willingen). Perchée à 660 m d'altitude, elle s’épanche sur le versant nord du mont Auf’m Knoll (alt. 738 m) et le versant ouest du Kahle Pön (alt. 775,3 m).
Ligne de partage des eaux :
Les sources de la Diemel se trouvent sur la ligne de partage des eaux Eder-Fulda-Weser, ce qui signifie que ce fleuve, en s’écoulant vers le Nord-est, se jette directement dans la Weser, alors que les eaux des ruisseaux prenant leur source plus au sud de la montagne ne la rejoignent qu’au prix d’un détour plus complexe vers la Wilde Aa (qui devient l’Aar dans son cours moyen) ; cette rivière prend elle-même sa source au Krutenberg (de), à quelques kilomètres au sud-ouest, et de là s’écoule vers l’est, en direction de l'Orke, de l’Eder et de la Fulda.
En revanche la source de la Diemel ne se trouve pas (contrairement à une opinion répandue) sur la ligne de partage des eaux du Rhin et de la Weser, qui passe plus au sud-ouest, par Hopperkopf (de) et se prolonge ensuite vers le sud jusqu’au Hillekopf (de) et Ruhrkopf (de).

### Le cours supérieur
Depuis sa source, la Diemel traverse d'abord le nord-ouest de la Hesse (arrondissement de Waldeck-Frankenberg) en direction d'Usseln puis vers le nord à travers une vallée où s'étendent les bourgs d’Hemmighausen (un faubourg de Willingen), de Deisfeld et de Giebringhausen (rattaché à la commune de Diemelsee). Puis elle se déverse dans le lac de retenue de Diemelsee, alimenté également par l'Itter venant de l'ouest. La limite des deux Länder sus-cités passe un peu à l'amont du barrage proprement dit, de sorte que le fleuve se trouve à partir de là en Rhénanie-du-Nord-Westphalie (arrondissement du Haut-Sauerland).

### Le cours moyen de la Diemel
En aval du barrage, la Diemel traverse le massif de l’Eisenberg (de) au nord-est (594,6 m) par une profonde vallée dont Helminghausen (à ne pas confondre avec Hemmighausen) marque l’entrée. Un barrage avait été prévu à cet endroit, mais n'a jamais été réalisé. Au niveau de ce tronçon, la Diemel reçoit les apports de la Rhene (venant du sud) et de la Hoppecke (de) (venant de l’ouest). Il n'y a pas d'autre village que Helminghausen ; les villages les plus proches : Padberg et Giershagen, surplombent en fait la vallée.
La Diemel délaisse ensuite le parc naturel du Diemelsee, en s’écoulant vers le sud-est du plateau du Sintfeld (de) à Westheim en passant par Marsberg. Elle longe en partie la frontière régionale jusqu’à la commune de Diemelstadt en Hesse. À l’aval du pont de Diemeltal (d’une portée de 100 m) portant l’A 44, elle arrose la ville de Wrexen, et forme au nord-est de cette localité une confluence avec l’Orpe (de) venue du sud. Au nord de Wrexen, elle contourne les contreforts méridionaux des monts de l’Eggegebirge (de), qui forment la moitié sud du parc naturel de la Forêt de Teutberg et des Eggegebirge.

### La basse vallée
Plus à l'aval, la Diemel rejoint la Rhénanie-du-Nord-Westphalie par l’arrondissement de Höxter dans une vallée plus encaissée. Elle draine les Börde de Warburg, passe un peu au sud des ruines du château de Desenberg (de) et se mêle à Warburg aux eaux de la Twiste (de) venant du sud. Elle rattrape ensuite la frontière entre les deux Länder, reçoit les eaux de l'Eggel venant du Nord, traverse brièvement le Nord de la Hesse (arrondissement de Cassel). À l'aval immédiat de Liebenau elle reçoit les eaux de la Warme (en) venant du sud et longe ensuite la forêt de Hofgeismar.
Puis la Diemel arrose Trendelburg, où se dresse le château de Trendelburg (de) et reçoit les eaux du ruisseau de Holzape (de), coulant du sud-est, dans le faubourg de Wülmersen. Après avoir descendu une vallée en lisière nord-ouest de la forêt de Reinhard, où se dresse le château de Sababurg, elle atteint la ville de Helmarshausen et le château fort de Krukenburg (de).

### La confluence
Après un ultime méandre, la Diemel se déverse dans la Haute-Weser au PK 44,68, au nord-ouest de Helmarshausen, à Bad Karlshafen, au pied des falaises de Hesse, à 95,6 m d'altitude : cela représente une dénivelée totale de 564,4 m depuis la source.
Le bassin hydrographique de la Diemel, qui s'étend à 70 % en Hesse et à 30 % en Rhénanie-du-Nord-Westphalie, possède une superficie de 1 761,964 km2.

## Histoire
Du point de vue de la géologie, la Diemel occupe une vallée qui s'est formée il y a environ 240 millions d'années. Sa source se trouve au cœur du Massif schisteux rhénan, dont la formation remonte au Dévonien et au Carbonifère.
Dans la nuit du 16 au 17 juillet 1965, une crue désastreuse, appelée Heinrichsflut, a ravagé toute la vallée.

## Barrages et hydroélectricité
Trois barrages règlent le débit de la Diemel :
- barrage de la Schmala (de), arrondissement du Haut-Sauerland ;
- barrage du Diemelsee sur la Diemel, arrondissement de Waldeck-Frankenberg et du Haut-Sauerland, aux confins de la Hesse et la Westphalie ;
- retenue de Twistesee (en) sur la Twiste, arrondissement de Waldeck-Frankenberg en Hesse.

À 300 m au nord-nord-ouest de Wülmersen, non loin de la route fédérale B 83 (et l'impasse desservant le faubourg de Wülmersen) se dresse le barrage de la centrale de Diemelkraftwerk Wülmersen, en service depuis 1921 et dont les trois turbines développent environ 565 kW.

## Navigation et nautisme
La section comprise entre Stammen (à l'amont de Trendelburg) et Bad Karlshafen a été rendue navigable entre 1710 et 1723 grâce au creusement de canaux et d'écluses, et devait former un tronçon du « Canal du Landgrave Carl » (jamais réalisé) entre la Lahn et la Weser.
Le cours moyen de la Diemel dépend du débit de décharge de la centrale électrique du barrage de Diemelsee, qui limite la force du courant pour les kayaks entre 3 et 4 m3/s.
Le cours inférieur de la Diemel à l'aval de Warburg est ouvert aux sports nautiques (kayak et canoë) toute l'année et c'est un parcours de choix pour les kayakistes. Certains seuils sont difficiles à franchir. Au niveau de la centrale électrique de Wülmersen, dans le domaine de Wülmersen, une passe à canoë a été aménagée. Il y a des locations de bateaux et des descentes guidées. Toutefois, depuis le 1er mai 2007, de nouvelles règles ont été instituées pour le cours aval en Hesse, entre Haueda et Bad Karlshafen. Les opérateurs privés sont contingentés et doivent s'immatriculer, par exemple sur Internet auprès de la présidence régionale à Cassel. La cote d'alerte à Helmarshausen a été ramenée à 1,73 m, ce qui correspond à une mise en conformité avec les feux rouge-vert de l'embarcadère (alerte uniquement à partir de l'affichage „vert“).

## Limnimétrie

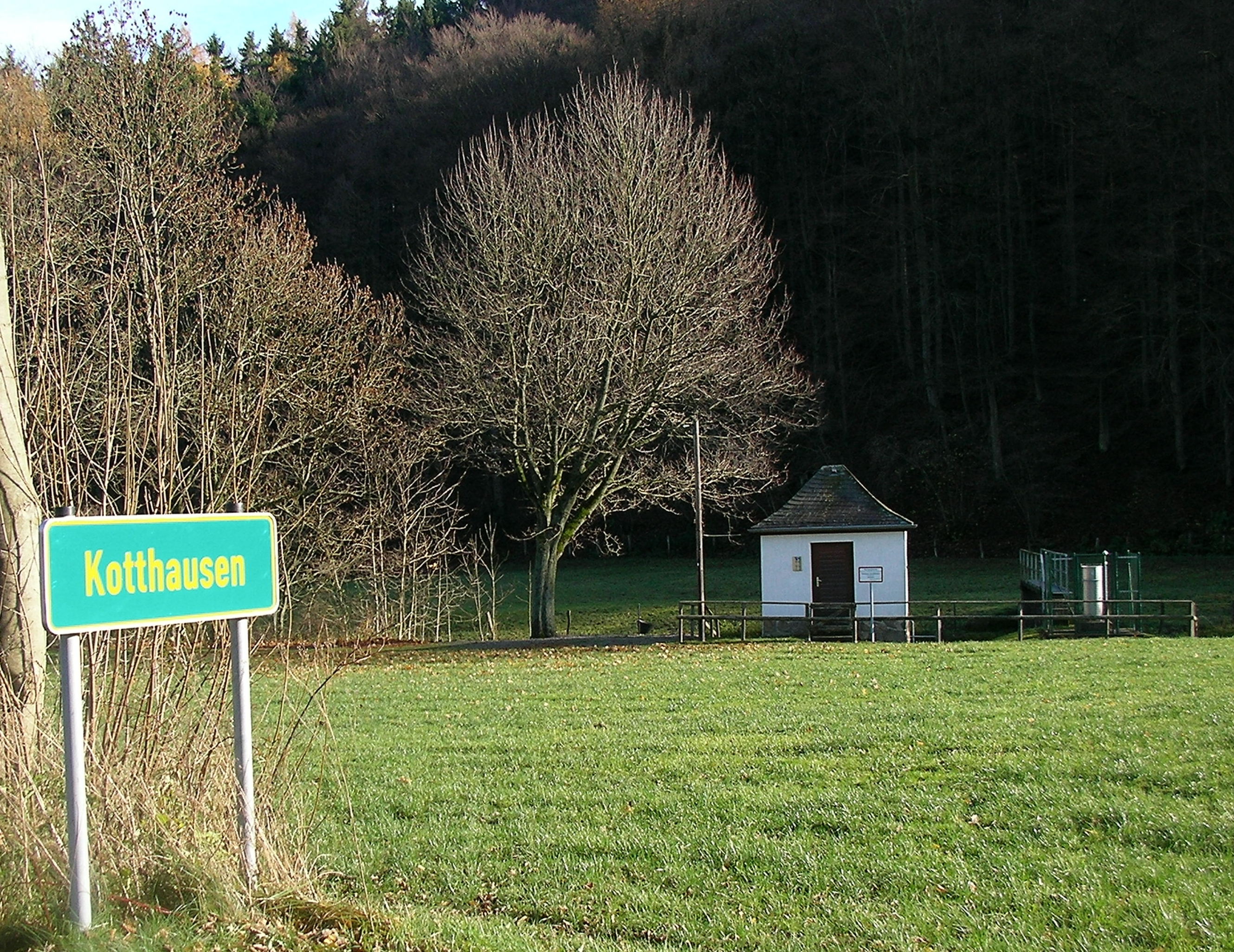
La confluence de la Diemel et de l'Itter à la station de jaugeage Kotthausen III (377.68 m, PK 3,40).

Le Service de la Navigation de Hann. Münden gère plusieurs stations de jaugeage pour contrôler les apports et les rejets du lac de retenue du barrage de la Diemel. On peut consulter les données de ces différentes stations par internet :
- Les apports de la Diemel au lac sont donnés par la station du Wilhelmsbrücke[8].
- Les apports de l’Itter sont mesurés par la station de Kotthausen erfasst[9].
- Le niveau du lac de retenue est donné par la station Diemeltalsperre[10].
- L'exutoire vers la Diemel est contrôlé par la station de Helminghausen[11].

Aucune station hydrométrique officielle ne contrôle le niveau de la Diemel à l'aval de Helminghausen ; on peut en fait retrouver la différence de niveau d'eau entre Karlshafen et Wahmbeck peut se déduire des mesures effectuées sur la Weser.

## Localités
Les villes arrosées par la Diemel sont (de l'amont vers l'aval) :
| - Usseln - Diemelsee - Marsberg - Diemelstadt - Warburg | - Liebenau - Trendelburg - Helmarshausen - Bad Karlshafen |

## Curiosités touristiques
Dans le cours supérieur, de sa source à son débouché dans le lac de Diemelsee, la Diemel est plus courte que ses deux affluents : l'Itter et le Hoppecke ; à la vérité, le Hoppecke peut être considéré comme le principal exutoire de la source de la Diemel.
Les curiosités touristiques ponctuant la vallée de la Diemel sont le lac de Diemelsee, les ruines du château de Desenberg, de Trendelburg, le fontis effondré de Trendelburg, le château d'eau de Wülmersen, l’abbaye bénédictine de Helmarshausen, et les ruines du château fort de Krukenburg et l'architecture baroque de Bad Karlshafen.
Il y a une véloroute longeant la Diemel de la source à la confluence dans la Weser.

## Galerie photographique

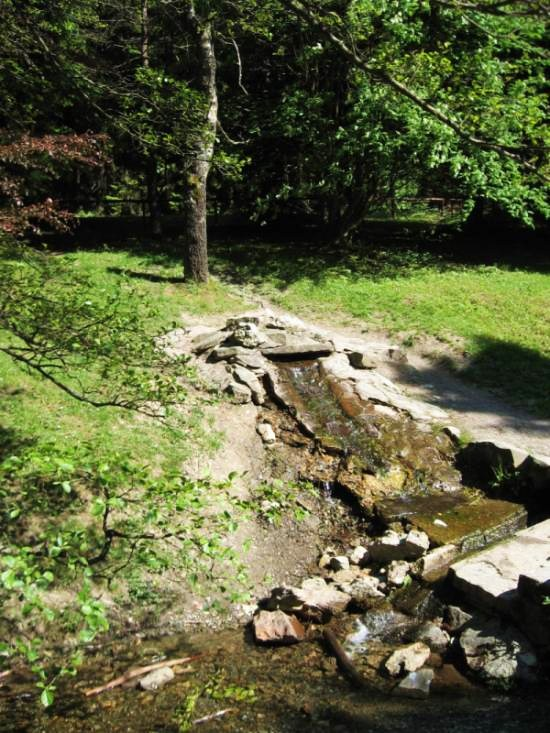
La source à Usseln.
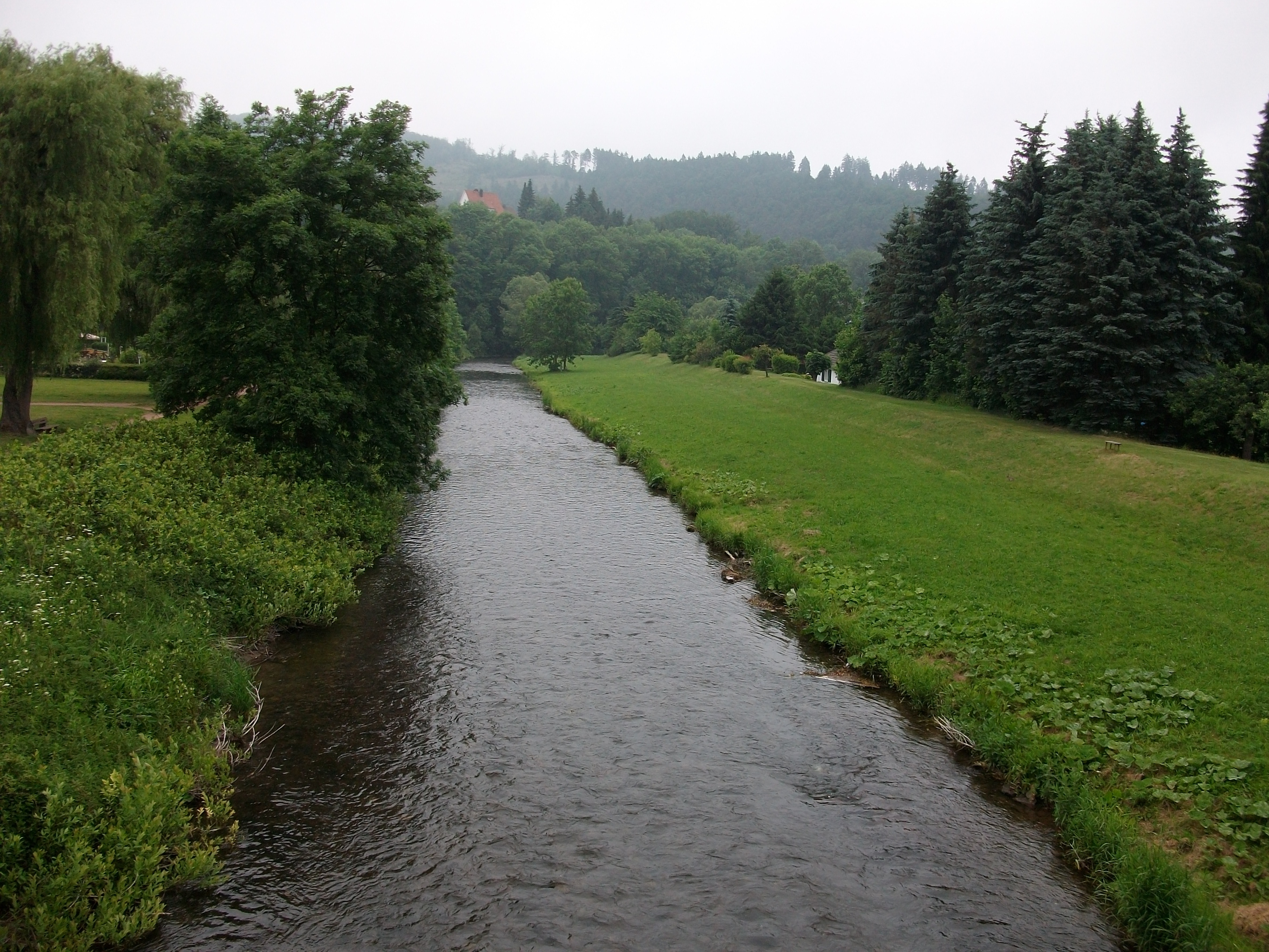
La Diemel au pied du Marsberg.
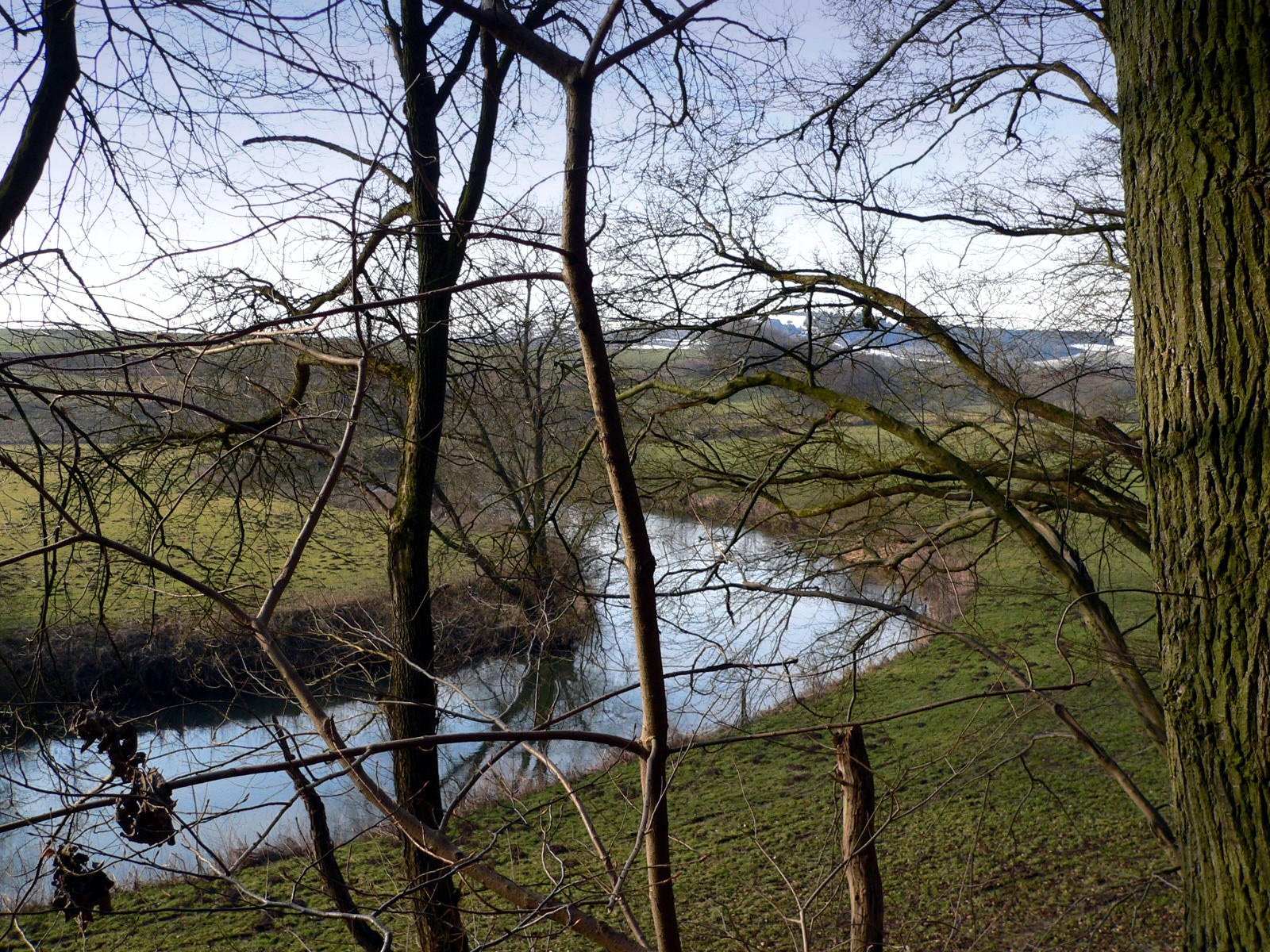
La Diemel entre Trendelburg et Wülmersen.
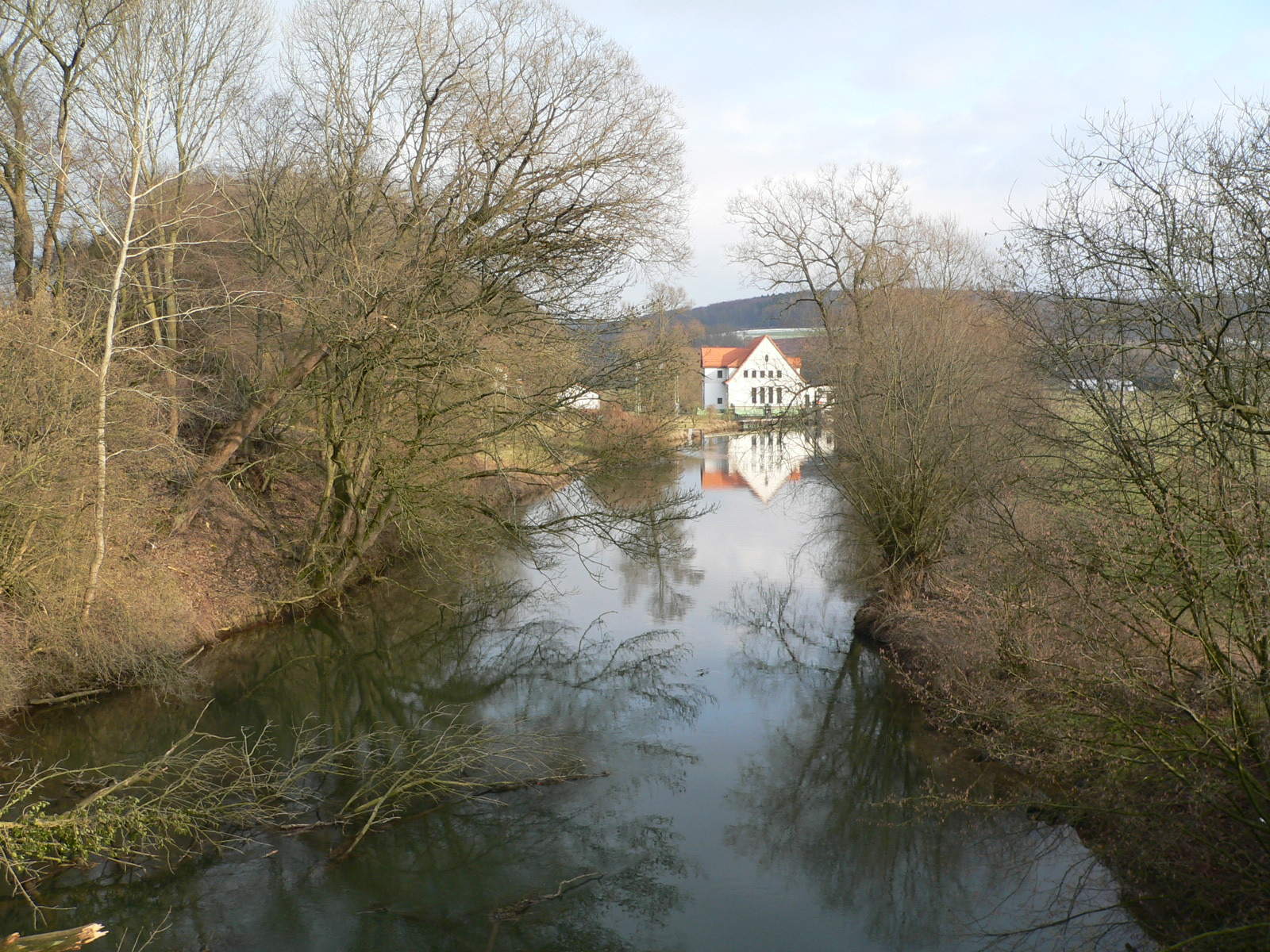
La centrale hydroélectrique de Wülmersen.
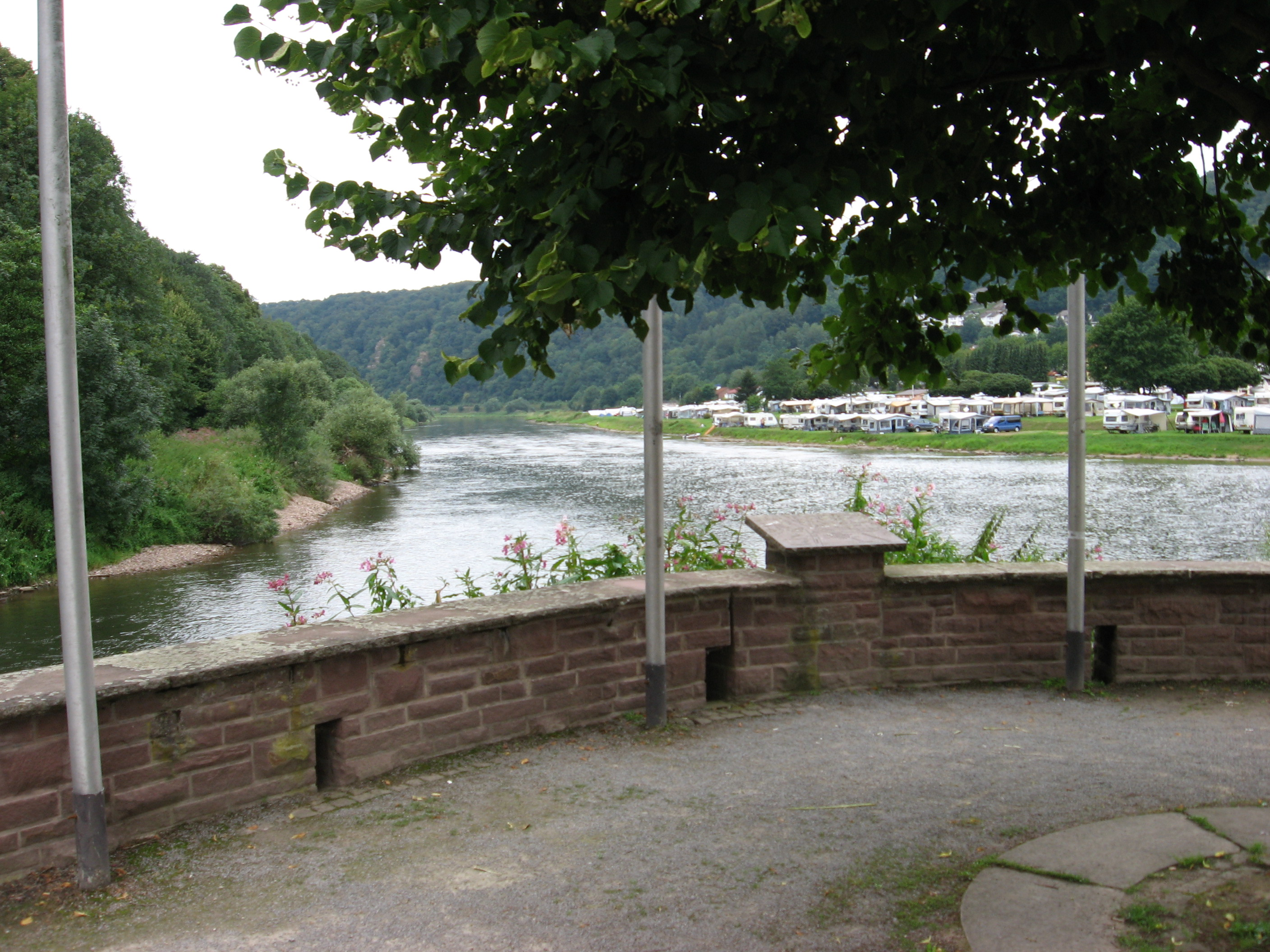
Bad Karlshafen : la confluence avec la Weser (en rive gauche).

## Voir également
- (de) Cet article est partiellement ou en totalité issu de l’article de Wikipédia en allemand intitulé « Diemel » (voir la liste des auteurs).
- Plan de lutte contre les crues de la Diemel (PDF; 1,93 MB)